# August de la Motte

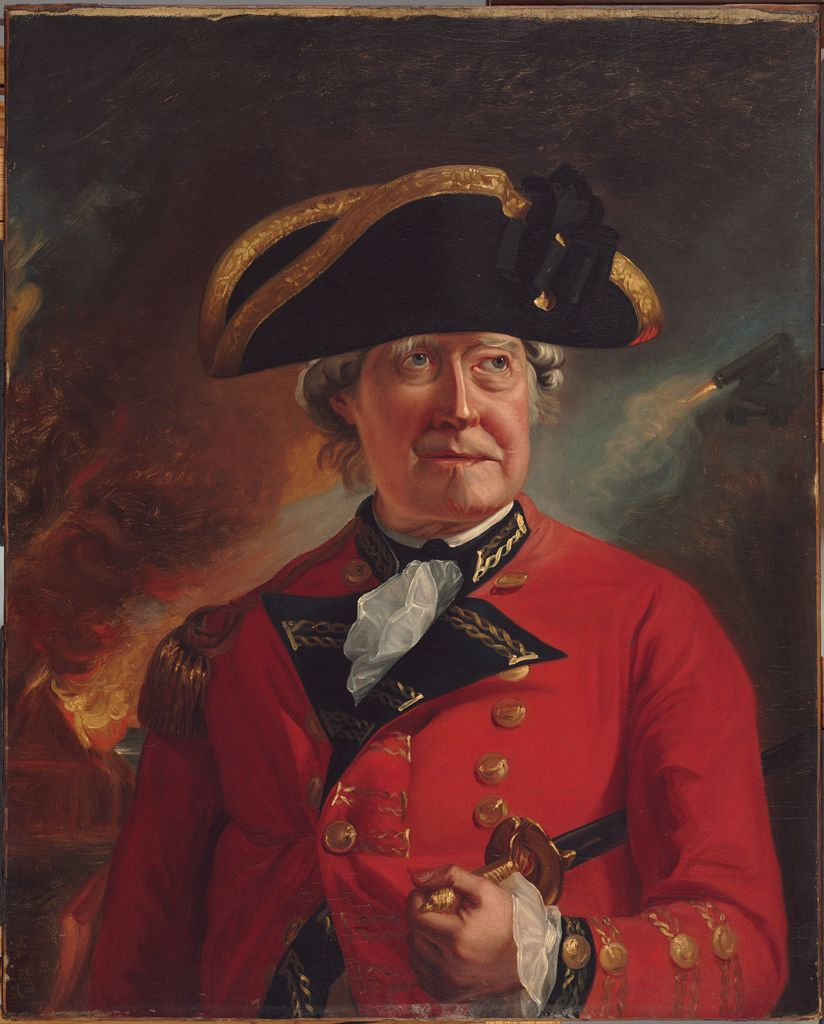
Generalleutnant August de la Motte (1713–1788)

August de la Motte (* 17. November 1713; † 29. August 1788 in Verden) war ein Kur-Braunschweigisch-Lüneburgischer Generalleutnant und wurde bekannt durch die Verteidigung von Gibraltar in den Jahren 1779 bis 1783.

## Leben
Er nahm als Stabsoffizier der Infanterie am Siebenjährigen Krieg teil. Für sein umsichtiges Verhalten beim Angriff auf Dillenburg am 7. Januar 1760 erhielt er 100 Louisdors als Belohnung und bei der Belagerung von Kassel im Herbst des Jahres 1762 wurde er mit Auszeichnung genannt.
Im Jahr 1775 wurde er als Oberst mit dem Kommando einer drei Bataillone Infanterie starken Brigade betraut, die König Georg III. in britischen Sold nahm und zur Besatzung von Gibraltar stoßen ließ. Dort sollten sie Truppen der Garnison ersetzen, die nach Nordamerika geschickt wurden, um im Amerikanischen Unabhängigkeitskrieg zu kämpfen. Seit 1776 Generalmajor, nahm er mit seiner Brigade an der denkwürdigen, über dreieinhalb Jahre währenden Verteidigung der Festung Gibraltar als dritter im Kommando unter General Sir George Elliot teil. Seinen und seiner Truppen Leistungen hat Elliot in seiner dienstlichen Korrespondenz ein Denkmal gesetzt. König Georg III. erkannte sie durch eine Reihe hervorragender Belohnungen an. Im Oktober 1784 in das Vaterland zurückgekehrt, starb er in seiner Garnison Verden am 29. August 1788 an Entkräftung.